# NGC 6292
NGC 6292 is een spiraalvormig sterrenstelsel in het sterrenbeeld Draak. Het hemelobject werd op 8 juli 1885 ontdekt door de Amerikaanse astronoom Lewis A. Swift.

## Synoniemen
- UGC 10684
- MCG 10-24-93
- ZWG 299.47
- IRAS 17024+6106
- PGC 59498